# Poslední trik pana Schwarcewalldea a pana Edgara
Poslední trik pana Schwarcewalldea a pana Edgara, někdy také jako Poslední trik pana Schwarzwaldea a pana Edgara, je filmová prvotina českého surrealistického režiséra Jana Švankmajera z roku 1964. Jedná se o stop motion krátký loutkový film, kde postavy kouzelníků jsou ve většině scénách vytvořeny za pomocí živých herců s maskami.
Vlastní zápletka filmu spočívá v tom, že dva kouzelníci – Schwarcewallde a Edgar – se snaží o předvedení co nejlepšího triku na společném jevišti (zde jsou použity prvky černého divadla), tato snaha následně vede k destrukci celé scény včetně pánů kouzelníků. Tato zápletka zahrnující (konfliktní) dialog se stala pro režiséra poměrně oblíbenou látkou, jak lze vidět na např. na filmu Možnosti dialogu.